# Kismarja
Kismarja là một thị trấn thuộc hạt Hajdú-Bihar, Hungary. Thị trấn này có diện tích 47,16 km², dân số năm 2010 là 1240 người, mật độ 26 người/km².